# Дмитриевка (Крым)
Дми́триевка (укр. Дмитрівка, крымскотат. Dmitriyevka, Дмитриевка) — село в Джанкойском районе Республики Крым, входит в состав Изумрудновского сельского поселения (согласно административно-территориальному делению Украины — Изумрудновского сельского совета Автономной Республики Крым).

## Население
| 2001 | 2014 |
| ---- | ---- |
| 654  | ↘555 |

Всеукраинская перепись 2001 года показала следующее распределение по носителям языка
| Язык             | Процент |
| ---------------- | ------- |
| русский          | 65.14   |
| украинский       | 14.37   |
| крымскотатарский | 12.54   |
| другие           | 0.15    |

### Динамика численности
- 1939 год — 401 чел.[10]
- 1989 год — 758 чел.[10]
- 2001 год — 654 чел.[11]
- 2009 год — 658 чел.[12]
- 2014 год — 555 чел.[13]

## Современное состояние
На 2017 год в Дмитриевке числится 5 улиц; на 2009 год, по данным сельсовета, село занимало площадь 47 гектаров на которой, в 251 дворах, проживало 658 человек. В селе действуют библиотека, сельский клуб, центральная усадьба Степного опытного хозяйства НИИ «Магарач».

## География
Расположено в центре района, в степном Крыму, в полукилометре от юго-западной окраины Джанкоя (по шоссе — примерно 6 километров), высота центра села над уровнем моря — 17 м.

## История
Село, как центральная усадьба Степного опытного хозяйства НИИ Магарач, было образовано в конце 1920-х годов (поскольку в Списке населённых пунктов Крымской АССР по Всесоюзной переписи 17 декабря 1926 года ещё не значится), а в 1929-м, на сходе жителей, уже получило нынешнее название. В начале 1930-х годов на территории села был организован «колхоз № 2». По данным всесоюзная перепись населения 1939 года в селе проживал 401 человек.
В 1944 году, после освобождения Крыма от фашистов, согласно Постановлению ГКО № 5859 от 11 мая 1944 года, 12 августа 1944 года было принято постановление № ГОКО-6372с «О переселении колхозников в районы Крыма» и в сентябре 1944 года в район приехали первые новоселы (27 семей) из Каменец-Подольской и Киевской областей, а в начале 1950-х годов последовала вторая волна переселенцев из различных областей Украины. С 25 июня 1946 года Дмитриевка в составе Крымской области РСФСР. В 1951 году колхоз № 2 переподчинён винкомбинату Массандра и вошел в состав винодельческого совхоза «Ново-Джанкойский». 26 апреля 1954 года Крымская область была передана из состава РСФСР в состав УССР. В послевоенное время входила в состав Выселковскского (с 1963 года — Днепровского) сельсовета, а с 1979 — Мирновского. С 1978 года вхозяйство вошло в совхоз-завод «Изумрудный», с 5 января 1982 года в Изумрудновском сельсовете. По данным переписи 1989 года в селе проживало 758 человек. С 12 февраля 1991 года село в восстановленной Крымской АССР, 26 февраля 1992 года переименованной в Автономную Республику Крым. С 21 марта 2014 года в составе Крыма аннексирована Россией.